# D. Putnam Brinley

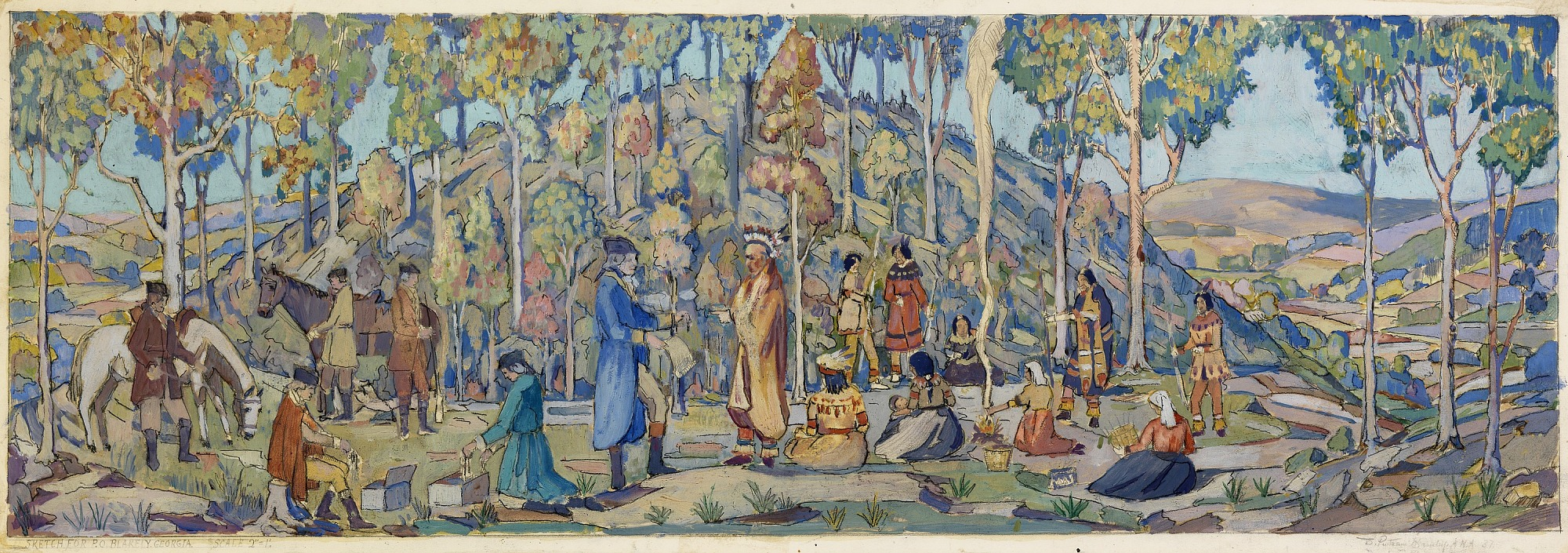
Daniel Putnam Brinley: The Land is Bought from the Indians (Studie für ein Wandbild, Blakely, Georgia post office). Smithsonian American Art Museum, Washington D. C.

Daniel Putnam Brinley (* 8. März 1879 in Newport, Rhode Island; † 31. Juli 1963 in New Canaan bzw. Norwalk, Connecticut) war ein US-amerikanischer Maler und Wandmaler. Er wurde insbesondere für seine Landschaftsbilder sowie seine Kirchen- und Großraummalereien (Murals) bekannt.

## Leben
Daniel Putnam Brinley wurde 1879 in Newport, Rhode Island, geboren, wuchs jedoch in der Gegend von Cos Cob bzw. Riverside bei Greenwich, Connecticut, auf. Von 1900 bis 1902 studierte er an der Art Students League of New York bei Lehrern wie Bryson Burroughs, Benjamin West Clinedinst, Henry Siddons Mowbray, Kenyon Cox und John Henry Twachtman. 1904 heiratete er Kathrine Gordon Sanger. Anschließend bereisten die beiden mehrere Jahre lang Europa (unter anderem Rom und Paris), wo Brinley sich zunächst dem Impressionismus und dann zunehmend dem Modernismus zuwandte. 1908 kehrte die Familie in die USA zurück. Brinley ließ sich in New York nieder, hatte 1910 seine erste Einzelausstellung und wirkte an der legendären Armory Show von 1913 sowie an späteren Gründungen wie der Association of American Painters and Sculptors und den Grand Central Art Galleries mit. 1914 ließ er ein Haus in Silvermine bei New Canaan von Austin W. Lord errichten, das fortan sein Wohn- und Arbeitsort war. Nach dem Ersten Weltkrieg dokumentierte er im Auftrag der YMCA Kriegsruinen in Frankreich. Diese Arbeit erschien unter dem Titel Ruines de Guerre. Ab 1922 gehörte er der Silvermine Guild of Artists an und wurde 1930 assoziiertes Mitglied der National Academy of Design. Daniel Putnam Brinley verstarb 1963 nach kurzer Krankheit in New Canaan.

## Werk

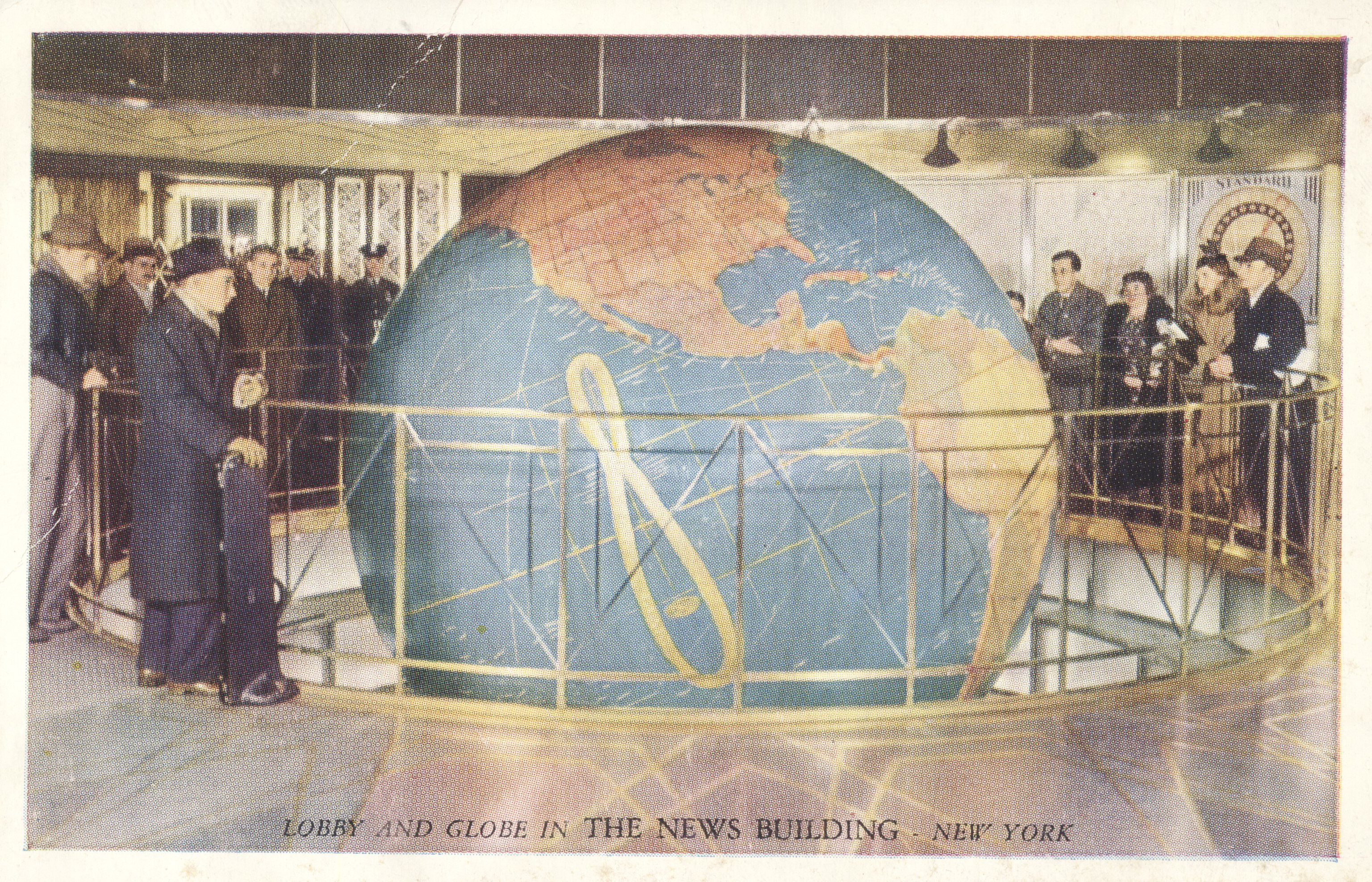
Globus in der Lobby des Daily-News-Gebäudes

D. Putnam Brinley begann seine Karriere als impressionistischer Landschaftsmaler und wurde stark von Henry Twachtman beeinflusst. Während seiner Aufenthalte in Europa entwickelte er jedoch einen zunehmend modernistischen Stil, der durch flächige Formen und eine intensive Farbgebung geprägt ist. Er schuf großflächige Wandgemälde für Institutionen wie die Brooklyn Savings Bank, wofür er die Gold Medal of Honor der Architectural League erhielt, sowie für das Daily-News-Gebäude, für das er ein riesiges Erdkugel-Fresko anfertigte. Darüber hinaus fertigte er dekorative Karten für das Liberty Memorial in Kansas City an, die sich heute im National World War I Museum befinden. Für den YMCA fertigte er kriegsbezogene Ruinenstudien an. Daneben entstanden zahlreiche Öl- und Aquarell-/Gouachen-Landschaften, oft mit Motiven aus Silvermine und anderen New-England-Landschaften. Werke wie Autumn Landscape and Woman with Parasol (1912) und Gloucester Harbor (1911) wurden auf Auktionen angeboten.